# Ilvessalo (halvö i Södra Savolax)
Ilvessalo är en halvö i Finland. Den ligger nästan helt omsluten av sjön Vuokalanjärvi i kommunen Nyslott i den ekonomiska regionen  Nyslott och landskapet Södra Savolax, i den sydöstra delen av landet, 300 km nordost om huvudstaden Helsingfors. Ilvensalo är 7,6 kilometer lång i sydöst-nordvästlig riktning och omkring en kilometer bred och arean omkring 6 kvadratkilometer. Landförbindelsen som återfinns på halvöns mellersta del, på den nordöstra sidan, är endast omkring 0,2 kilometer bred. På den östligaste delen av ön finns en gård eller liten by, också benämnd Ilvensallo.